# Séisme de 2020 à Petrinja
Le 29 décembre 2020, vers 12h20 CET (11h20 UTC), un séisme de magnitude 6,4 sur l'échelle de Richter frappe le comté de Sisak-Moslavina, en Croatie, avec un épicentre à 3 km à l'ouest-sud-ouest de Petrinja. L'intensité ressentie maximale est estimée entre VIII (dégâts importants) et IX (destructions) sur l'échelle macrosismique européenne. Le séisme est suivi de nombreuses répliques, dont la plus forte d'une magnitude de 4,8,,.
Sept personnes sont mortes et au moins 26 autres sont blessées, dont six grièvement. Les premiers rapports montrent de nombreux bâtiments détruits à Petrinja,. Le maire de Petrinja, Darinko Dumbović, déclare que la moitié de la ville est détruite,,,,.
Le tremblement de terre est ressenti dans tout le nord de la Croatie, ainsi que dans de grandes parties de la Slovénie, de l'Autriche, de la Bosnie-Herzégovine, de l'Italie, de la Hongrie et même de la Serbie.

## Tectonique
L'épicentre est situé dans une région vallonnée juste au sud de la plaine alluviale de Kupa-Sava, avec la montagne Zrinska gora et le reste des Alpes dinariques au sud.
Cette sismicité a été associée à la réactivation de failles normales orientées nord-ouest-sud-est qui forment la limite sud-ouest du bassin de Pannonie,.
Le dernier tremblement de terre sur le territoire de la Croatie qui avait une magnitude d'au moins 6 sur l'échelle de Richter s'était produit à Ston en 1996. Le séisme de 2020 est par ailleurs le plus fort recensé depuis 1942 dans le pays. Cela fait également écho au tremblement de terre du 22 mars à Zagreb, d'une magnitude de 5,4.

## Tremblement de terre
Le tremblement de terre a une magnitude de 6,4 et une profondeur de 10 km selon le Centre Sismologique Euro-Méditerranéen tandis que le Service Sismologique de Croatie enregistre 6,2. L'intensité maximale ressentie est de VIII (dégâts importants) à IX (destructions) sur l'échelle macrosismique européenne (EMS) et VIII (destructrice) sur l'échelle d'intensité de Mercalli modifiée (MMI).
L'emplacement et la profondeur de cet événement montrent qu'il s'agit d'un séisme intraplaque qui s'est produit à la suite d'une faille par glissement peu profonde dans la plaque eurasiatique. Le mécanisme au foyer calculé pour l'événement indique que la rupture s'est produite sur une faille presque verticale frappant soit au sud-est soit au sud-ouest. 
L'épicentre du séisme est situé près du village de Strašnik, dans la ville de Petrinja.

### Pré-chocs
Trois pré-chocs frappent la même zone la veille, estimés par le CSS à des magnitudes 5,0, 4,7 et 4,1 respectivement.

### Répliques
Il y a eu 16 répliques de magnitude 3 ou plus enregistrées dans les six heures suivant le tremblement principal selon le CSS. Deux séismes de magnitude 4,8 et 4,7 sont relevés le lendemain dans la région de Sisak.  
La peur de ces répliques conduit des habitants à dormir dans leur voiture.  

## Dégâts
La ville de Petrinja est la plus touchée, avec de nombreux bâtiments effondrés et une panne d'électricité majeure,. Des dégâts et des pannes de courant sont également signalées à Glina, Topusko, Dvor, Gvozd, Hrvatska Kostajnica, Sunja, Velika Gorica, Sisak et Zagreb,.

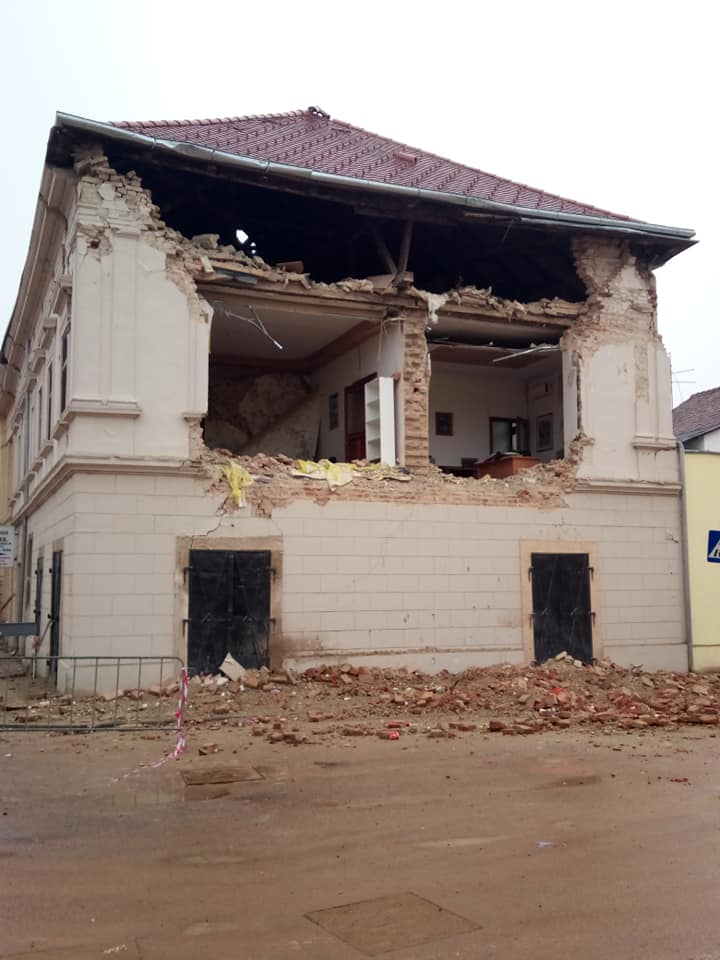
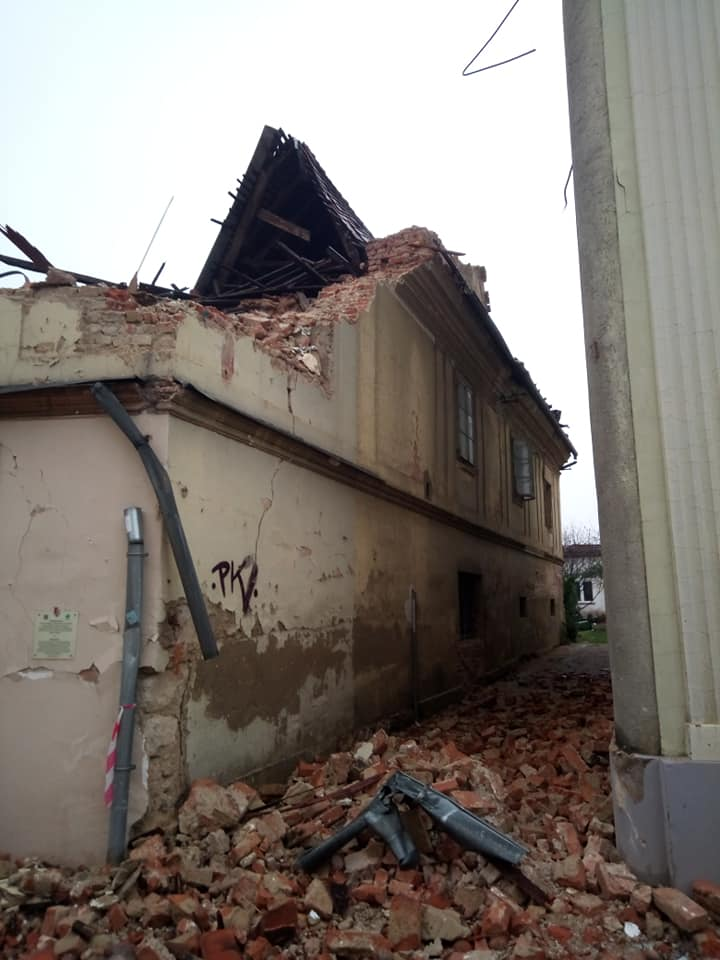
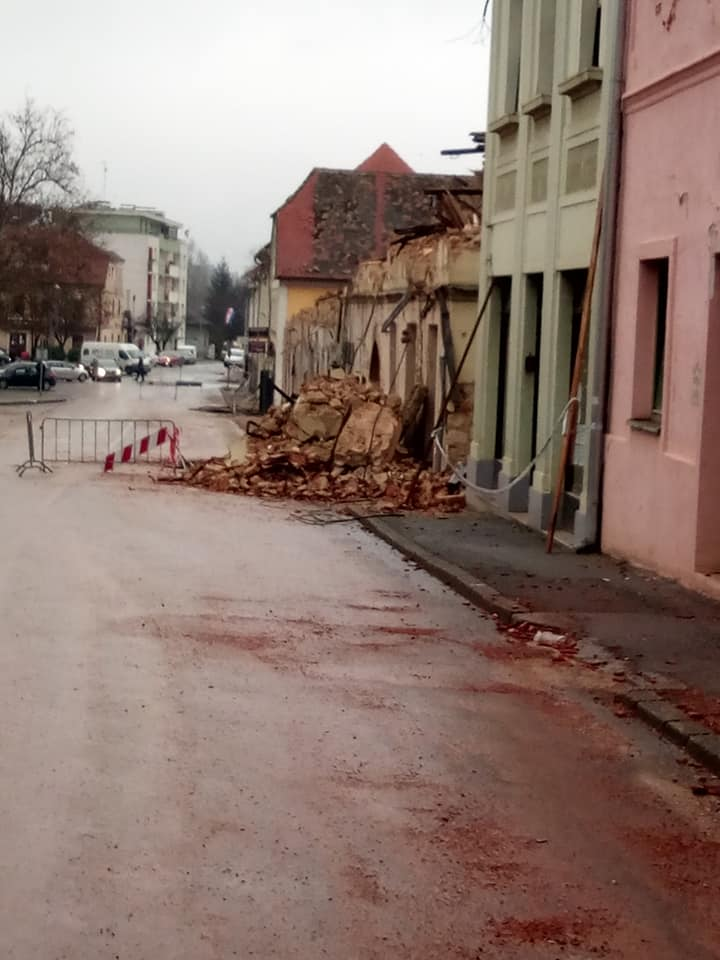
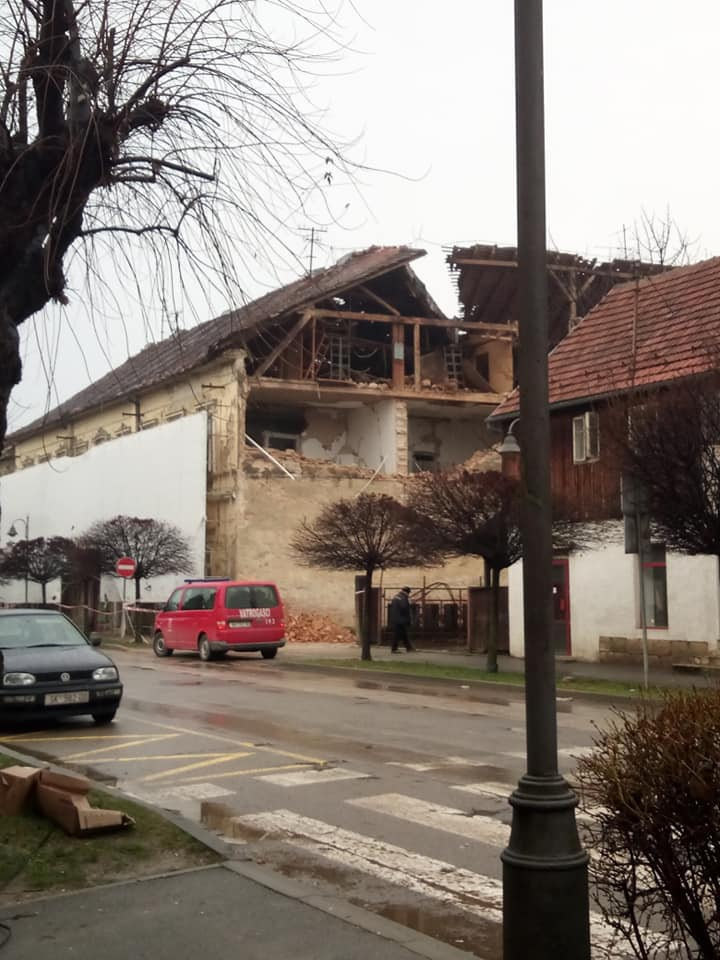

## Victimes
Une jeune fille de 12 ou 13 ans est décédée et au moins 20 autres sont blessés à Petrinja,. Le maire de la ville déclare que la moitié de la ville est détruite,. Un homme de 20 ans et son père sont tués lorsque leur maison s'est effondrée à Majske Poljane, près de Glina. Trois autres personnes sont ensuite retrouvées mortes dans le même village,. Une personne est ensuite retrouvée morte à Žažina, après l'effondrement de l'église,.
Au moins une vingtaine de personnes sont blessées, dont six grièvement.

## Conséquences
Le tremblement de terre provoque un arrêt préventif de la centrale nucléaire de Krško en Slovénie, environ 100 km plus loin,,. La centrale nucléaire de Paks en Hongrie, située à environ 300 km, ressent également le tremblement de terre mais ne cesse pas la production d'électricité.
Le coût de ce séisme et de celui de Zagreb est estimé à entre 11 et 12 milliards d'euro.